# 山前罗斯巴赫
山前罗斯巴赫（德語：Rosbach vor der Höhe，官方拼写为，發音：[ˈʁoːsbax foːɐ̯ deːɐ̯ ˈhøːə] ⓘ）是德国黑森州达姆施塔特行政区韦特劳县的城市，面积45.33平方千米，2023年12月31日人口为13,199人。